# Sofie Lundgaard
Sofie Lundgaard (Aalborg, 29 mei 2002) is een Deens voetbalspeelster. Ze speelt als middenvelder voor Liverpool LFC in de FA Women's Super League.

## Clubcarrière
Lundgaard begon haar profcarriere in haar geboorteplaats bij Aab Fodbold. In februari 2019 maakte ze de overstap naar Fortuna Hjørring, actief in de Elitedivisionen. Op 10 januari 2023 maakte Lundgaard een buitenlandse overstap naar het Engelse Liverpool LFC.

## Statistieken
| Seizoen | Club             | Land       | Competitie      | Wedstrijden | Doelpunten |
| ------- | ---------------- | ---------- | --------------- | ----------- | ---------- |
| 2018/19 | Fortuna Hjørring | Denemarken | Elitedivisionen | 3           | 0          |
| 2019/20 | Fortuna Hjørring | Denemarken | Elitedivisionen | 19          | 4          |
| 2020/21 | Fortuna Hjørring | Denemarken | Elitedivisionen | 23          | 5          |
| 2021/22 | Fortuna Hjørring | Denemarken | Elitedivisionen | 20          | 2          |
| 2022/23 | Fortuna Hjørring | Denemarken | Elitedivisionen | 12          | 1          |
| 2022/23 | Liverpool LFC    | Engeland   | Super League    | 12          | 0          |
| 2023/24 | Liverpool LFC    | Engeland   | Super League    | 11          | 0          |
| 2024/25 | Liverpool LFC    | Engeland   | Super League    | 3           | 0          |
| Totaal  | Totaal           | Totaal     | Totaal          | 103         | 12         |

Laatste update: 16 februari 2025

## Interlandcarrière
Lundgaard kwam voor Denemarken -17 op het EK 2019. Sinds 2023 komt ze uit voor Denemarken -23.